# Harpiphorus lepidus
Harpiphorus lepidus är en stekelart som först beskrevs av Johann Christoph Friedrich Klug 1818.  Harpiphorus lepidus ingår i släktet Harpiphorus, och familjen bladsteklar. Arten är reproducerande i Sverige.